# Roundway
Roundway – wieś w Anglii, w hrabstwie Wiltshire. Leży 36 km na północ od miasta Salisbury i 130 km na zachód od Londynu. W 2001 miejscowość liczyła 2267 mieszkańców.